# Ситрик Шёлковая Борода
Ситрик Шёлковая Борода (также Ситрик IV, Сигтригг Олавссон и Сигтрюгг; норв. Sigtrygg Silkeskjegg, Sigtrygg Olavsson, ирл. Sitriuc mac Amlaeibh; ок. 970—1042) — король викингов Дублина (989/995—1036).

## Биография

### Ранние годы
Ситрик Шёлкобородый имел норвежско-ирландское происхождение. Его отцом был Олаф (Анлав) Кваран (ок. 927—980), король Дублина (945—947, 952—980) и Йорка (941—944, 949—952), а матерью — Гормлет инген Мурхада (ок. 960—1030), дочь короля Лейнстера Мухада мак Финна и сестра его преемника Маэла Морды мак Мурхады. После смерти своего мужа Гормлет вторично вышла замуж за верховного короля Ирландии Маэла Сехнейлла Мак Домнейлла (980—1002, 1014—1022).
В 989 году после гибели своего старшего сводного брата и короля Дублина Глуниарайна (980—989) Ситрик Шёлкобородый унаследовал королевский престол в Дублине. Вначале своего правления вел упорную борьбу за власть с соседним конунгом Уотерфорда Иваром (? — 1000), который правил в Дублине в 989—993, 994—995 годах.
Ирландские анналы крайне мало упоминают дублинского короля Ситрика и его семью во время предполагаемых первых пяти лет его правления. Известный американский историк Бенджамин Хадсон это объясняет тем, что в то время в Дублин прибыл известный конунг и будущий король Норвегии Олаф Трюггвасон, который женился на Гите (сестре Ситрика Шёлкобородого) и в течение нескольких лет проживал в Дублине. Олаф Трюггвасон встретил Гиту во время своих набегов на ирландское побережье. Присутствие сильного норвежского конунга в Дублине могло быть сдерживающим фактором для ирландских набегов дублинских викингов.
В 994 году Олаф Трюггвасон вернулся в Норвегию, где захватил королевский трон. Возможно, что в том же году Ситрик Шёлкобородый был изгнан из Дублина своим соперником Иваром, королём викингов из Уотерфорда. В 995 году Ситрик Олафссон вернул себе власть в Дублине, изгнав оттуда своего соперника Ивара. В том же году Ситрик Шёлкобородый и его племянник Муйрхертах Уа Конгалах совершил нападение на церковь Donaghpatrick в Миде. В ответ верховный король Ирландии и король Миде Маэлсехнайлл мак Домнайлл захватил Дублин, где взял кольцо Тора и меч Карлуса. В 997 году Ситрик Олафссон совершил нападение на богатые ирландские монастыри Келс и Клонард в Миде. В 998 году верховный король Ирландии Маэлсехнайлл мак Домнайлл и король Мунстера Бриан Бору признали Ситрика Шёлкобородого правителем Дублина и выдали ему заложников. Ситрик Олафссон вступил в союз со своим дядей Маэлом Моордой мак Мурхадой, королём Уа Фаэлайн на севере Лейнстера. В 999 году союзники одержали победу над королём Лейнстера Доннхадом мак Домналлом (984—1003) и заключили его в Дублине.

### Первое восстание Лейнстера против Бриана Бору
В конце 999 года королевство Лейнстер, враждовавшее с королевствами Миде и Мунстер, вступило в союз с норвежцами Дублина и подняло восстание против Бриана Бору. Союзники Ситрик Шёлкобородый и Маэл Морда мак Мурхада соединили свои силы для борьбы против королей Мунстера и Миде. 30 декабря 999 года в битве при Гленмаме армия Бриана Бору разгромила объединенное войско лейнстерцев и дублинских викингов. В начале 1000 года Бриан Бору взял и разграбил Дублин, сжег норвежскую крепость и изгнал Ситрика Олафссона.
Из Дублина Ситрик Шёлкобородый бежал к королям Улада и Кенел Эогайна, но они отказались ему помогать. Ситрик Олафссон, не найдя убежища на территории Ирландии, в конце концов примирился с Брианом Бору, дал заложников и получил обратно потерянный королевский трон в Дублине. Мир был скреплен брачным союзом. Король Мунстера Бриан Бору выдал свою дочь Слэни замуж за Ситрика, а сам в третий раз женился на его собственной матери Гормлет инген Мурхада.

### Годы перемирия между Мунстером и Дублином

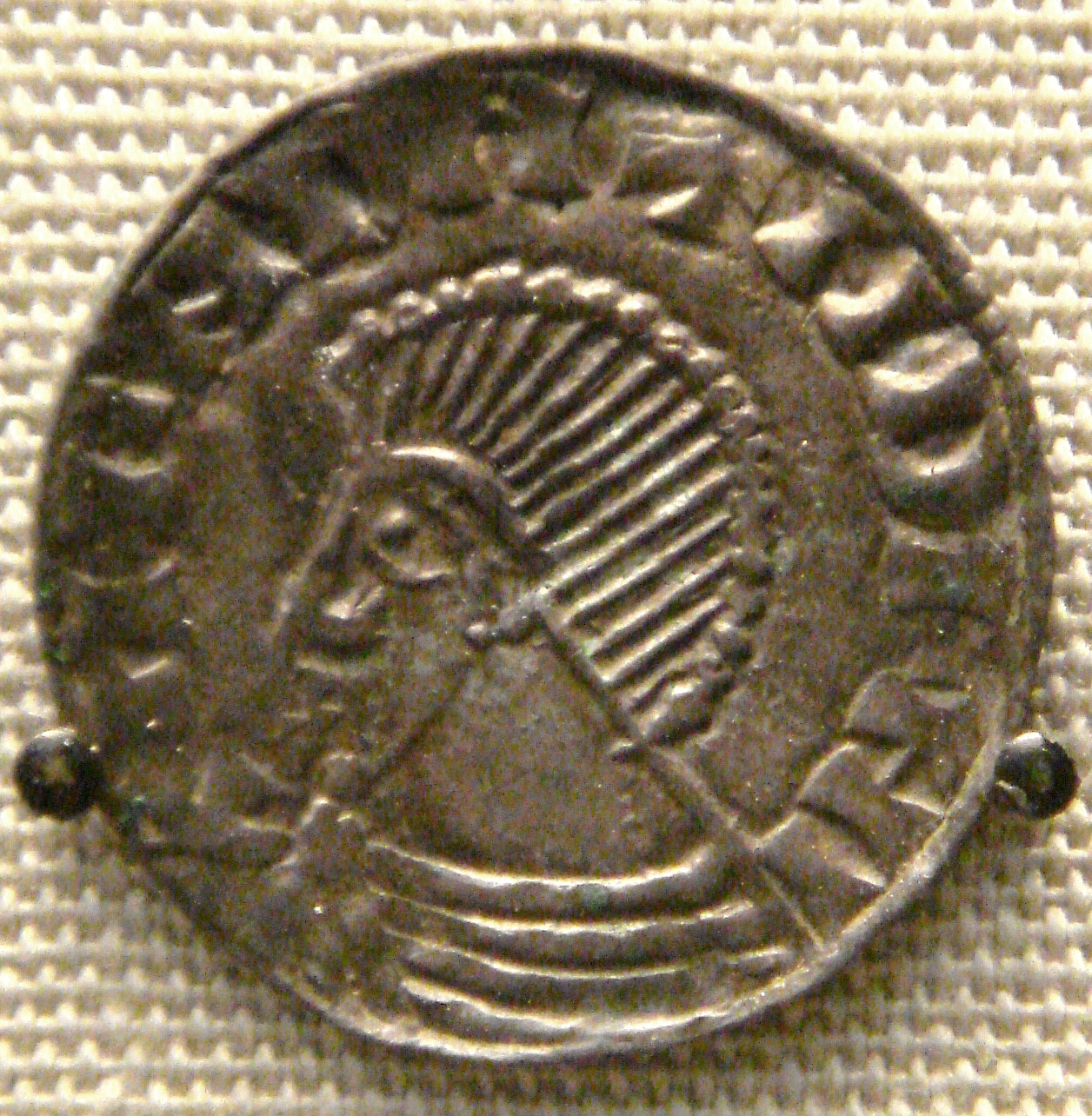
Посмертная монета Ситрика, хранившаяся в Британском музее

В 1002 году Ситрик Шелкобородый вместе с дублинскими викингами участвовал в походе нового верховного короля Ирландии Бриана Бору против Ольстера (Улада), правитель которого отказался оказать ему помощь и предоставить убежище. Мунстерцы и викинги разорили земли Улада. Флот Ситрика совершил рейд на побережье Ольстера, где викинги ограбили церкви и монастыри, захватили много пленников. Дублинские викинги участвовали в военных кампаниях Бриана Бору против Улада (1005) и северных Уа Нейллов (1006 и 1007).

### Второе восстание Лейнстера против Бриана Бору
В начале 1010-х годов верховный король Ирландии и король Мунстера Бриан Бору развелся со своей женой Гормлет, матерью Ситрика Шёлкобородого. Гормлет стали интриговать против своего бывшего мужа, призывая своего сына Ситрика, короля Дублина, и Маэла Морду, короля Лейнстера, начать войну против Бриана Бору. Маэл Морда мак Мурхада возглавил восстание против Бриана Бору. В 1012 году союзники Ситрик и Маэл Морда одержали победу в битве при Сордсе над верховным королём Маэлсехнайллом мак Домнайллом, союзником Бриана Бору.
Ситрик Шёлкобородый отправил дублинский флот во главе со своим сыном Олафом в рейд на побережье Мунстера. Викинги сожгли город Корк и захватили остров Клир-Айленд.

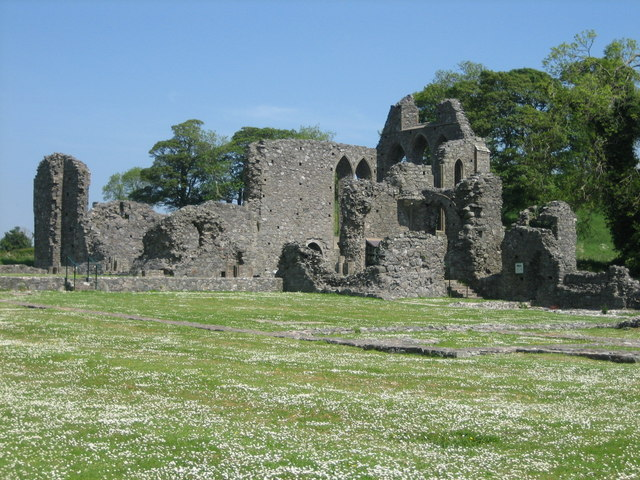
Ирландское аббатство Инч, разграбленное Ситриком в 1002 году

По совету своей матери Гормлет Ситрик Шёлкобородый решил обратиться за помощью к викингам Оркнейских островов и Мэна. Ярл Оркнейских островов Сигурд Хлодвирссон (991—1014) принял Ситрика и согласился оказать ему военную помощь в борьбе против Бриана Бору. В случае победы и гибели Бриана Бору оркнейский ярл Сигурд должен был жениться на Гормлет и стать королём Ирландии. Затем Ситрик Шёлкобородый посетил остров Мэн, где был принят датскими хёвдингами, братьями Бродиром и Оспаком. В случае успеха Бродир, с тайного согласия Ситрика, также должен был жениться на его матери Гормлет и стать королём Ирландии. Однако Оспак, брат Бродира, был недоволен этим договором и отказался сражаться против Бриана Бору.
23 апреля 1014 года в битве при Клонтарфе армия Мунстера и Миде под командованием Бриана Бору и его старшего сына Мурхада одержала победу над объединенными силами Маэла Морды, Сигурда и Бродира. В ходе сражения погибли верховный король Бриан Бору, король Лейнстера Маэл Морда мак Мурхада, оркнейский ярл Сигурд и большое количество воинов с обеих сторон. По данным ирландских анналов, конунг Ситрик Шёлкобородый не участвовал в самой битве, он вместе со своими силами находился в резерве в Дублине. Однако ранние скандинавские источники (в частности Сага об оркнейцах, Сага о Ньяле и песне Валькирий) утверждают, что Ситрик на самом деле храбро сражался в битве при Клонтарфе. Сага о Ньяле сообщает, что Ситрик с дублинскими викингами во время сражался на крыле напротив викингов Мэна Оспака, который в итоге вынудил его обратиться в бегство.

### После Клонтарфа

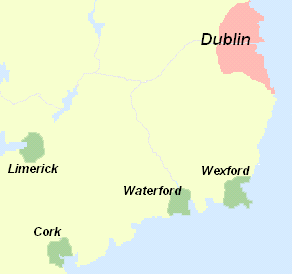
Города викингов в Ирландии: Корк, Лимерик, Уотерфорд и Уэксфорд
(Частично под властью короля Мунстера Бриана Бору)
Королевство Дублин под властью Ситрика Шёлкобородого

После битвы и гибели Бриана Бору новым верховным королём Ирландии вторично стал Маэлсехнайлл мак Домнайлл (1014—1022), правивший в королевстве Миде. Ситрик Шёлкобородый сохранил власть в Дублине. В 1015 году в Дублине и Лейнстере началась эпидемия чумы. Маэлсехнайлл мак Домнайлл, воспользовавшись этим обстоятельством, сжег пригороды Дублина. В 1017 году Ситрик Олафссон вместе с королём Лейнстера совершил поход на Миде, а затем в 1018 году ослепил своего двоюродного брата Брана, сына и наследника Маэламорды, в Дублине.
В 1018 году дублинский король Ситрик разграбил Келлское аббатство, где викинги захватили большие трофеи и пленников, убив много людей. Пленники были или выкуплены или проданы в рабство в Дублине. В 1021 году Ситрик совершил новый грабительский рейд на юг, но был разбит ирландцами под Делгани (современное графство Уиклоу). В ответ король Лейнстера Айгайге мак Дунлайнге (1018—1024) «устроил ужасную резню иностранцев» в королевстве Брейфне. В 1022 году дублинский флот отплыл на север против Ольстера (Улада), но потерпел поражение и был уничтожен в морском сражении королём Улада Ниаллом мак Эохайдом (1014—1063).
Согласно американскому историку Бенджамину Хадсону, после смерти верховного короля Ирландии Маэлсехнайлла мак Домнайлла положение дублинского короля Ситрика Шелкобородого ещё сильнее ухудшилось. Крупные ирландские короли начали борьбу за трон верховного короля и каждый из них стремился подчинить своей власти богатый и крупный торговый город-порт Дублин.

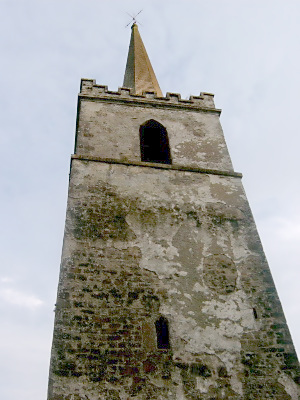
Средневековая каменная башня в церкви Ардбраккон, графство Мит, в которой Ситрик сжег 20 человек

Ситрик Шелкобородый заключил союз с Флатберхтахом Уа Нейллов, королём Айлеха (до 978—1036), и Доннхадом мак Бриайном, королём Мунстера (1014—1063), в 1025 и 1026 годах соответственно. Ситрик оказал обоим королям военную помощь и получил от них заложников. В 1026 году король Улада Ниалл мак Эохайд с флотом совершил нападение на Дублин, отомстив за нападение викингов в 1022 году. Ситрик Шёлкобородый заключил военный союз с королевством Брега. В 1027 году Олаф, сын Ситрика, участвовал в походе короля Бреги Доннхада на Стахолмок в Миде. Доннхад и викинги потерпели поражение от короля Миде Роэна мак Маэлсехнайлла (1025—1027). Ситрик Шёлкобородый участвовал на стороне короля Бреги против короля Миде в битве при Ликблау, где погибли Роэн и Доннхад.
В 1028 году дублинский король Ситрик Шёлкобородый совершил паломничество в Рим, а в 1031 году основал в своей столице Церковь Крайст-черч, который в дальнейшем стал главным кафедральным собором Дублина.

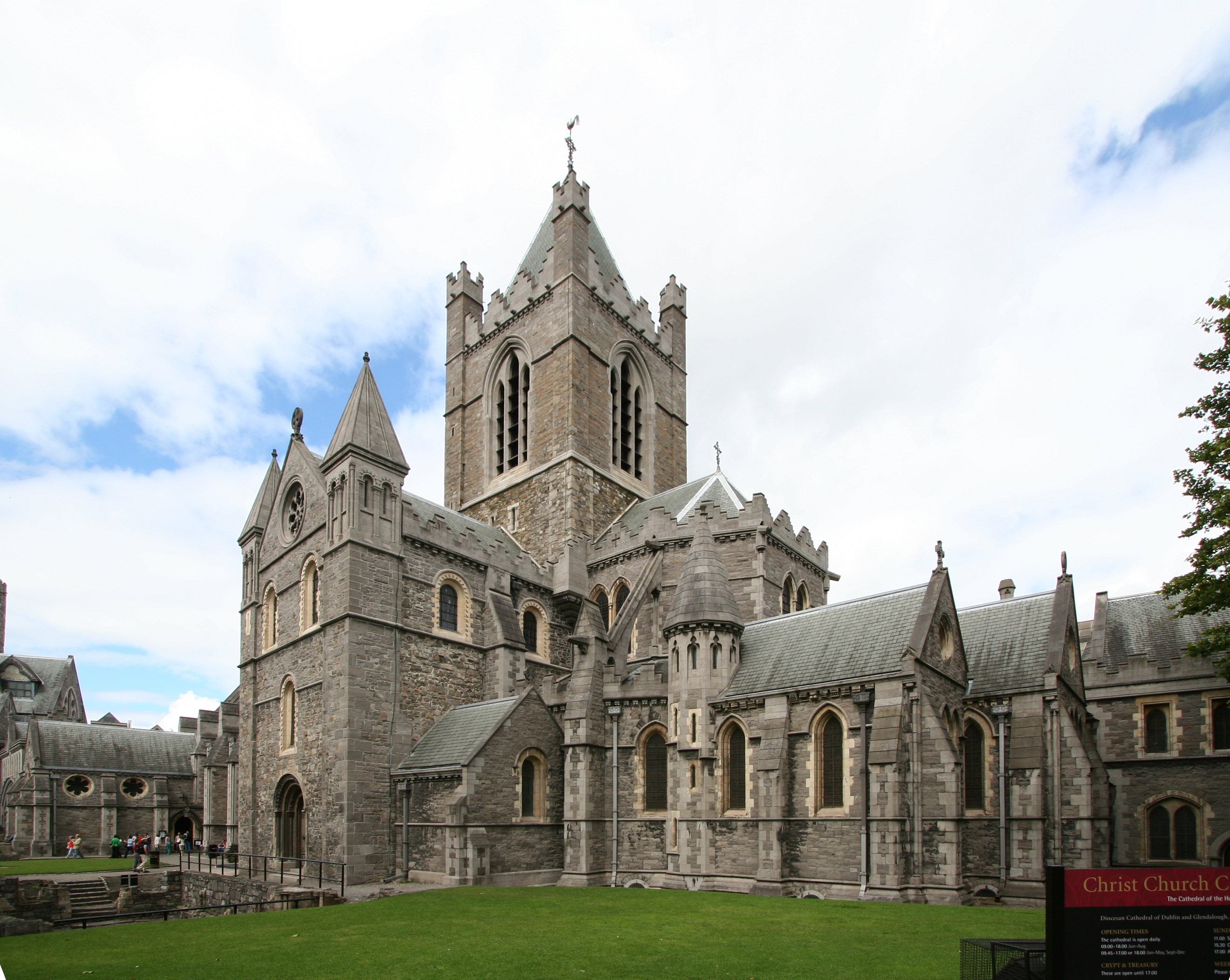
Церковь Крайст-черч в Дублине, построенный Ситриком в 1031 году

В 1029 году новый король Бреги Mathghamhain Уа Риагайн захватил в плен Олафа, сына Ситрика. Дублинский король вынужден был выплатить большой выкуп за освобождение своего сына из плена.
В 1030 году в союзе с королём Англии Кнудом Великим Ситрик Шёлкобородый совершил совместный с датчанами морской рейд на Уэльс. Король Дублина основал свою колонию в валлийском королевстве Гвинед. В 1032 года Ситрик Шёлкобородый, не имея союзников, в устье реки Бойн одержал победу над коалицией трех ирландских королей. Более трех сотен ирландцев было захвачено в плен или убито викингами. В 1035 году Ситрик разграбил знаменитый каменный храм Ардбраккан в Миде, где викинги сожгли 200 человек внутри церкви и пленили 200 человек.
В конце правления Ситрика Шёлкобородого возобновились старые распри между королями Дублина и Уотерфорда. Король Уотерфорда Рагналл мак Рагнайлл (1022—1035), внук Ивара, давнего соперника Ситрика, выступил против Ситрика. В 1036 году Ситрик Шелкобородый вынужден был отказаться от власти в Дублине в пользу Эхмаркаха мак Рагнайлла (ум. 1064/1065), короля Мэна и Галлоуэя (1052—1064). Ситрик Шёлкобородый скончался в 1042 году, находясь в изгнании.

### Семья и дети
Ситрик Шёлкобородый был женат с 1000 года на Слэни (Слэйни) (ум. 1042), дочери верховного короля Ирландии Бриана Бору (926/941-1014). В браке у них был единственный сын:
- Олаф (Анлав мак Ситрик) (? — 1034). Согласно анналам четырёх мастеров, Олаф был убит англосаксами на обратном пути из паломничества в Риме. У него осталась дочь Рагнхильд, которая стала женой Кинана и матерью короля Гвинеда Грифида ап Кинана.

Также у Ситрика было еще пять детей:
- сын Арталах (ум. 999), погиб в битве при Гленмаме
- сын Олейф (ум. 1013), был убит в отместку за сожжение Корка
- сын Годфри (ум. 1036), убит в Уэльсе
- сын Глуниарайн (ум. 1031), убит ирландцами Южной Бреги
- дочь Келлах (ум. 1042)